# Коронний номер
«Коронний номер» («Kroņa numurs») — радянський художній фільм 1986 року, знятий режисером Імантсом Кренбергсом на Ризькій кіностудії.

## Сюжет
Одного ранку десятирічний фотограф-аматор Угіс, знімаючи черговий схід сонця, звернув увагу на той факт, що буксир дядька Яніса не вийшов, як завжди, в море. Ця обставина послужила приводом для подальших розслідувань і висновків юного Шерлока Холмса, змушеного усвідомити, що добродушний і завжди чуйний сусід займається браконьєрством. Герой зібрав переконливі докази та передав їх у міліцію.

## У ролях
- Петеріс Жіхарс — Угіс (дубляж: Женя Русаченко)
- Юріс Стренга — капітан Меллуп (дубляж: Гелій Сисоєв)
- Інесса Сауліте — мати Угіса (дубляж: Тетяна Іванова)
- Гунта Віркава — Ольга Меллуп (дубляж: Світлана Гайтан)
- Ліга Клієсмете — Інна (дубляж: Марина Матюхіна)
- Вілніс Маргевич — Зігіс (дубляж: Женя Бірман)
- Яніс Заріньш — дядько Карліс (дубляж: Олександр Суснін)
- Яніс Самаускіс — Пурвіньш (дубляж: Валерій Кравченко)
- Петеріс Лієпіньш — вчитель фізкультури (дубляж: Борис Аракелов)
- О. Круменя — епізод
- Марк Лебедєв — епізод
- Леонс Криванс — епізод
- В. Буковскіс — епізод
- Г. Шатінскіс — епізод
- С. Буко — епізод
- Л. Брувеліс — епізод
- Егонс Домбровскіс — епізод
- Д. Дубовскіс — епізод
- Гіртс Еціс — епізод
- Д. Ганаго — епізод
- Д. Гравеле — епізод
- М. Грейтане — епізод
- М. Грубе — епізод
- Кріст Калніньш — епізод
- Д. Калвані — епізод
- І. Кікере — епізод
- Л. Ладковська — епізод
- А. Лейнієце — епізод
- К. Ляшенко — епізод
- Е. Марцикевич — епізод
- Х. Саксс — епізод
- В. Маргулетс — епізод
- Г. Пойкане — епізод
- Рем Разумс — епізод
- М. Садовська — епізод
- Д. Спалванс — епізод
- Е. Стабулнієце — епізод
- І. Стріке — епізод
- І. Володзе — епізод

## Знімальна група
- Режисер — Імантс Кренбергс
- Сценарист — Лаймоніс Вацземнієкс
- Оператор — Давіс Сіманіс
- Композитор — Юріс Карлсонс
- Художник — Василь Масс